# Hans Vanaken
Hans Vanaken (Neerpelt, 1992. augusztus 24. –) belga válogatott labdarúgó, a Club Brugge játékosa.

## Pályafutása

### Klubcsapatokban
A Lommel és a holland PSV Eindhoven korosztályos csapataiban nevelkedett. 2010 és 201 között a Lommel United első csapatának volt a labdarúgója. 2013 nyarán aláírt a Lokeren együtteséhez.  2013. július 28-án két góllal mutatkozott be az Anderlecht ellen 3–2-re megnyert bajnoki mérkőzésen. A 2013–2014-es szezon végén csapatával megnyerte a belga kupát a Zulte-Waregem ellen. 2015 májusában öt évre írt alá a Club Brugge csapatával. Első szezonjában bajnoki címet ünnepelhetett. 2019. augusztus 9-én 2024-ig hosszabbított a klubbal.

### A válogatottban
Többszörös korosztályos válogatott. 2018. szeptember 7-én debütált a felnőtt válogatottban Skócia ellen 4–0-ra megnyert barátságos mérkőzésen a Hampden Parkban Eden Hazard cseréjeként. 2021. március 30-án szerezte meg első két gólját Fehéroroszország elleni 8–0-ra megnyert 2022-es labdarúgó-világbajnokság-selejtező mérkőzésen. Május 17-én bekerült a 2020-as labdarúgó-Európa-bajnokságra utazó 26 fős keretbe.

## Család
Testvére Sam Vanaken a Thes Sport Tessenderlo játékos, míg apja Vital Vanaken 2000-ben vonult vissza a labdarúgástól.

## Statisztika

### A válogatottban
2025. június 6-i állapot szerint.
| 2018     | 2  | 0 |
| 2019     | 2  | 0 |
| 2020     | 4  | 0 |
| 2021     | 9  | 3 |
| 2022     | 6  | 2 |
| 2023     | 0  | 0 |
| 2024     | 0  | 0 |
| 2025     | 3  | 0 |
| Összesen | 26 | 5 |

### Góljai a válogatottban
| # | Dátun             | Helyszín                   | Ellenfél         | Gól | Végeredmény | Verseny                                    |
| - | ----------------- | -------------------------- | ---------------- | --- | ----------- | ------------------------------------------ |
| 1 | 2021. március 30. | Den Dreef, Leuven, Belgium | Fehéroroszország | 2–0 | 8–0         | 2022-es labdarúgó-világbajnokság-selejtező |
| 2 | 2021. március 30. | Den Dreef, Leuven, Belgium | Fehéroroszország | 8–0 | 8–0         | 2022-es labdarúgó-világbajnokság-selejtező |

## Sikerei, díjai

### Klub
- Lokeren
  - Belga kupa: 2013–14

- Club Brugge
  - Belga bajnok: 2015–16, 2017–18,[11] 2019–20, 2020–21[12], 2021–22, 2023–24
  - Belga kupa: 2024–25
  - Belga szuperkupa: 2016, 2018, 2021, 2022

### Egyéni
- Belga aranycipő: 2018, 2019, 2024
- Az év belga labdarúgója: 2017–18, 2018–19
- UEFA Konferencia Liga – A szezon csapatának tagja: 2023–24[13]